# Football de règles internationales
Le football de règles internationales (International rules football en anglais; Peil na rialacha idirnáisiunta en irlandais), plus connu sous le nom d'International rules, est un sport collectif mêlant les règles de football gaélique et de football australien. Ce sport a été développé pour faciliter l'organisation de matches entre joueurs des deux disciplines. Il n'existe pas de club ou de championnat affiliés à ce sport. Il est uniquement pratiqué lors de tournois et de tournées internationales.

## Origines
Les premières rencontres sont organisées en 1967 lors d'une tournée en Irlande, au Royaume-Uni et aux États-Unis. À partir de 1998, une opposition est organisée annuellement entre une sélection australienne et une sélection irlandaise.

## Règles
Les règles de l'International rules ont été codifiées dans l'objectif de trouver un compromis entre les règles de deux sports, que ce soit dans les dimensions du terrains ou dans le jeu.
Les joueurs de football gaélique sont avantagés par l'utilisation d'un ballon rond et d'un terrain rectangulaire (le football australien se joue avec un ballon et un terrain ovales); les joueurs de football australien ont pour leur part l'avantage de pouvoir plaquer entre les épaules et les hanches (ce qui est interdit au football gaélique). Le jeu introduit de plus le concept de mark venu des règles australiennes. Cette phase de jeu offre la possibilité à un joueur ayant réceptionné une passe de plus de 15 mètres de pouvoir disposer du ballon comme il le souhaite sans être chargé par un défenseur.

### Le terrain

Terrain dInternational rules

La forme et les dimensions du terrain est similaire aux terrains de football gaélique et de hurling. 

### Le score
Les buts sont constitués de deux grands poteaux et de deux petits poteaux (comme au football australien) et d'un barre horizontale matérialisant une cage avec filet (comme au football gaélique).
Il existe trois manière de marquer des points :
- Si le ballon entre dans la cage : 6 points (un but ou goal);
- Si le ballon passe entre les deux grands poteaux et au-dessus de la barre : 3 points (un au-dessus ou over);
- Si le ballon passe entre un grand poteau et un petit poteau : 1 point (un arrière ou behind).

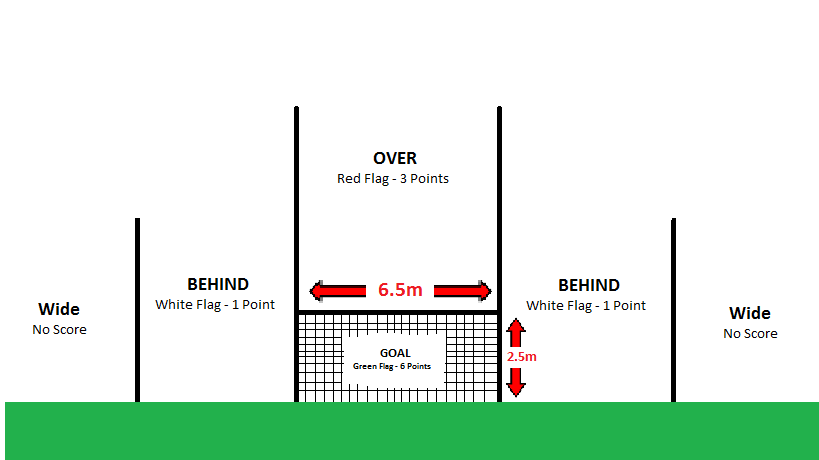
Buts dInternational rules

Les scores sont présentés de manière à comprendre combien chaque équipe a marqué chaque type de score. Par exemple, si une équipe marque un but, quatre au-dessus et dix arrières, le score de l'équipe sera écrit 1-4-10 (28), ce qui veut dire un but (six points) plus 4 au-dessus (4 × 3 = 12 points) plus 10 arrières (10 × 1 = 10 points), soit un total de 28 points.

### Le jeu
Un match d'International rules dure 72 minutes (divisé en quatre quart-temps de 18 minutes). Chaque équipe est constituée de 15 joueurs, y compris un gardien de but.
Le joueur peut évoluer avec le ballon au pied sans contraintes particulières. Par contre, pour avancer avec le ballon balle en main, le joueur doit faire rebondir le ballon au sol (bounce) ou sur son pied (solo) tous les 10 mètres ou tous les six pas. Un maximum de deux rebonds au sol par possession de balle est autorisé alors que le joueur peut faire autant de solos qu'il le souhaite.
Contrairement au football gaélique, le ballon peut être directement ramassé au sol, sans être obligé de le lever avec le pied.

## Palmarès

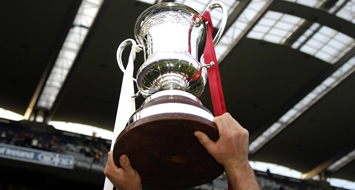
La Coupe Cormac McAnallen est offerte au vainqueur de lInternational Rules Series

| Année | Lieu      | Vainqueur | Score     |
| ----- | --------- | --------- | --------- |
| 1984  | Irlande   | Australie | AU 2-1 IR |
| 1986  | Australie | Irlande   | IR 2-1 AU |
| 1987  | Irlande   | Australie | AU 2-1 IR |
| 1990  | Australie | Irlande   | IR 2-1 AU |

| Année | Lieu      | Vainqueur | Score           |
| ----- | --------- | --------- | --------------- |
| 1998  | Irlande   | Irlande   | IRL 128-118 AUS |
| 1999  | Australie | Irlande   | IRL 122-114 AUS |
| 2000  | Irlande   | Australie | AUS 123-98 IRL  |
| 2001  | Australie | Irlande   | IRL 130-105 AUS |
| 2002  | Irlande   | Australie | AUS 101-95 IRL  |
| 2003  | Australie | Australie | AUS 101-94 IRL  |
| 2004  | Irlande   | Irlande   | IRL 132-82 AUS  |
| 2005  | Australie | Australie | AUS 163-106 IRL |
| 2006  | Irlande   | Australie | AUS 109-79 IRL  |
| 2007  | Annulé    | Annulé    | Annulé          |
| 2008  | Australie | Irlande   | IRL 102-97 AUS  |
| 2009  | Annulé    | Annulé    | Annulé          |
| 2010  | Irlande   | Australie | AUS 102-92 IRL  |
| 2011  | Australie | Irlande   | IRL 130-65 AUS  |
| 2012  | Annulé    | Annulé    | Annulé          |
| 2013  | Irlande   | Irlande   | IRL 173-72 AUS  |
| 2014  | Australie | Australie | AUS 56-46 IRL   |
| 2015  | Irlande   | Irlande   | IRL 56-52 AUS   |
| 2016  | Annulé    | Annulé    | Annulé          |
| 2017  | Australie | Australie | AUS 116-103 IRL |